# Phoebe hui
Phoebe hui là loài thực vật có hoa trong họ Nguyệt quế. Loài này được W.C. Cheng ex Yen C. Yang miêu tả khoa học đầu tiên năm 1945.